# Chiến tranh giành độc lập Argentina
Chiến tranh giành độc lập Argentina diễn ra từ năm 1810 đến 1818 giữa một bên là lực lượng bảo quốc Argentian do Manuel Belgrano, Juan José Castelli và José de San Martín lãnh đạo chống lại lực lượng bảo hoàng trung thành với Tây Ban Nha. Ngày 9 tháng 7, 1816, một hội nghị diễn ra tại San Miguel de Tucumán, tuyên bố nền độc lập của Argentina với hiến pháp quốc gia tạm thời.

## Bối cảnh
Lãnh thổ của quốc gia Argentina hiện đại ngày nay trước kia là một phần của Phó Vương quốc Río de la Plata của Tây Ban Nha, với thủ phủ là thành phố Buenos Aires, nơi đặt trụ sở của phó vương quốc Tây Ban Nha. Các quốc gia Uruguay, Paraguay và Bolivia hiện đại cũng là một phần của Phó vương quốc, và họ bắt đầu thúc đẩy nền tự trị thông qua các cuộc xung đột, và trở thành các quốc gia độc lập sau này. Do có diện tích rộng lớn và phương tiện liên lạc chậm trễ khiến cho những vùng tập trung đông dân cư trở nên tách biệt với nhau. Khu vực giàu có nhất của phó vương quốc là Thượng Peru, (ngày nay là Bolivia). Salta và Córdoba có mối liên hệ gần gũi với Thượng Peru hơn là Buenos Aires. Tương tự, Mendoza ở phía tây có mối quan hệ chặt chẽ với Captaincy General of Chile, mặc dù dãy núi Andes tạo thành bức tường tự nhiên giữa hai vùng này. Buenos Aires và Montevideo, hai nơi dẫn đầu các cuộc đấu tranh địa phương, nằm ở La Plata Basin, và có sự liện lạc đường biển và nhận được những tư tưởng đến từ châu Âu và phát triển kinh tế hơn những vùng nội địa. Paraguay là nơi bị cô lập khỏi những khu vực còn lại.